# Стежачий капіталізм

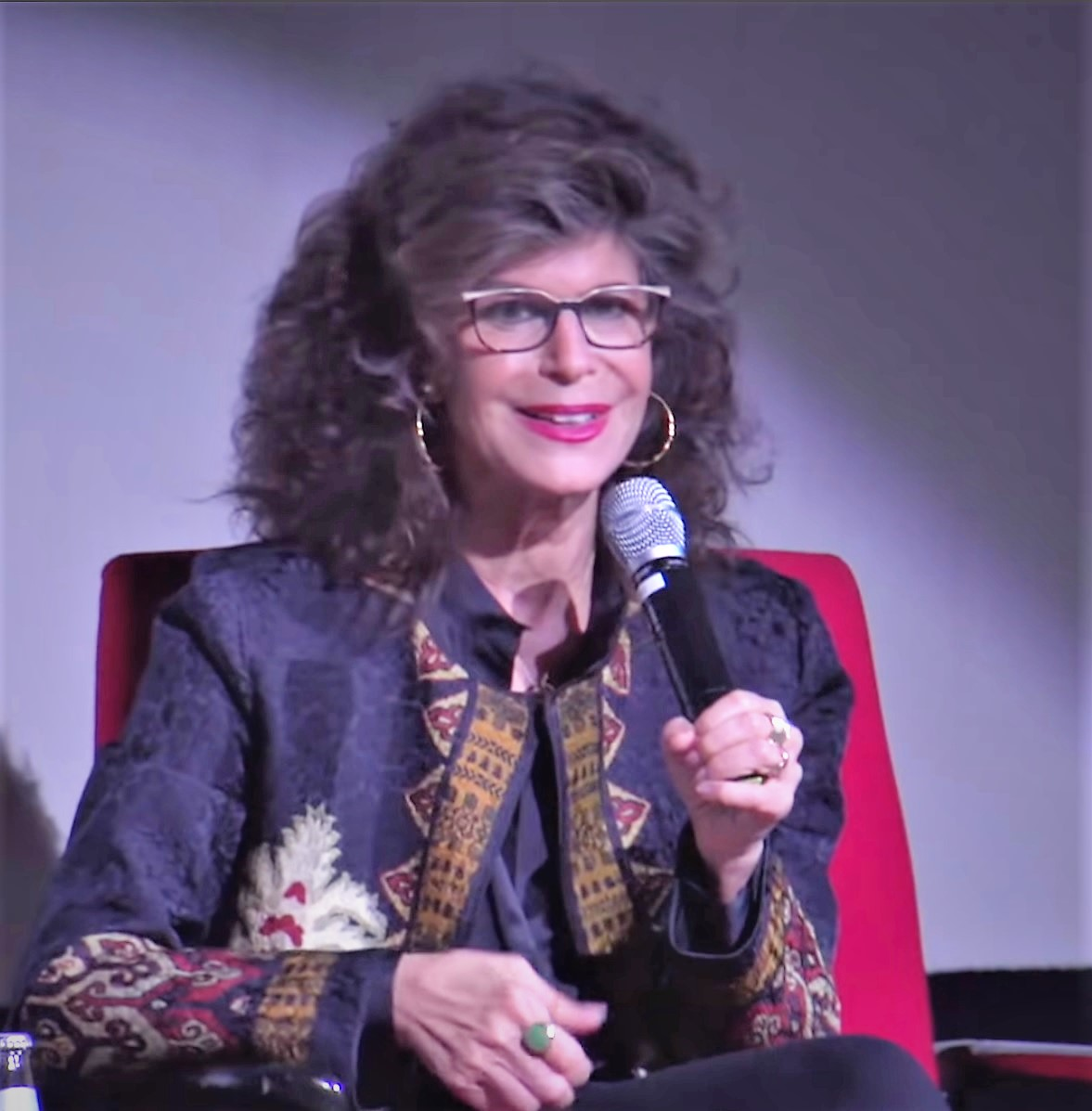
Автор терміна Шошана Зубофф

Стежачий капіталізм (англ. surveillance capitalism) — термін, запроваджений 2014 року психологинею Шошаною Зубофф на позначення різновиду капіталістичної системи, що базується на зборі особистих даних користувачів для отримання інформації про їхню поведінку та подальшого аналізу цих даних з метою створення поведінкових прогнозів, які використовуються для отримання прибутку.
Через постійний економічний тиск капіталізм усе більше зосереджується на посиленні збору даних і їхньому подальшому аналізі. Це може мати суттєві наслідки для суспільства та приватності його членів, які сьогодні дуже вразливі. У той же час це може приносити користь суспільству у вигляді оптимізації соціальних процесів (наприклад, створення «розумних міст») чи поліпшення існуючих і створення нових послуг.
Стежачий капіталізм не є єдиною формою інформаційного капіталізму та не єдиним можливим сценарієм розвитку. Однак завдяки швидкості накопичення капіталу він став базовою моделлю інформаційного капіталізму.

## Теорія стежачого капіталізму
У 2014 році Шошана Зубофф у своєму есе «A Digital Declaration: Big Data as Surveillance Capitalism» визначила дані, зібрані шляхом спостереження, як «стежачі активи» (surveillance assets). Вони залучають значний капітал і інвестиції, названі «стежачим капіталом» (surveillance capital). На основі цього вона охарактеризувала стежачий капіталізм як «радикально екстрактивну форму інформаційного капіталізму».
Вона назвала Google піонером стежачого капіталізму, порівнюючи його з компаніями Ford та General Motors, які у XX столітті впровадили масове виробництво та управління, кероване професійним менеджментом.
Зубофф критикує цю нову форму інформаційного капіталізму за те, що вона намагається передбачити й модифікувати людську поведінку задля отримання прибутку та утримання домінантної позиції на ринку. Недостатність регулювання в цій галузі дозволяє корпораціям самостійно вирішувати, які дані збирати, як їх збирати та як використовувати.
Зубофф також зауважує, що ці практики збору даних більше не є винятковою ознакою великих інтернет-компаній, але стали інтегральною частиною діяльності нових інтернет-стартапів.

## Проблеми стежачого капіталізму
Стежачий капіталізм переважно впливає на рекламу на вебсайтах чи в соціальних мережах. Компанії, що пропонують рекламні місця, намагаються утримати користувачів на своїх платформах якомога довше, використовуючи знання людської психології. IT-компанії, які спеціалізуються на зборі даних, класифікують користувачів за групами та передбачають їхню поведінку.
Збір персональних даних часто суперечить принципам захисту приватності через відсутність контролю над прозорістю процесу, типами зібраних даних та їхнім подальшим використанням.
IT-компанії нерідко використовують дані для передбачення та маніпулювання поведінкою користувачів, що призводить до непропорційних прибутків.
Сучасна економічна система, орієнтована на безкінечний економічний ріст, за допомогою таргетованої реклами, створеної на основі персональних даних, може штучно формувати нові потреби, що негативно впливає на сталий розвиток.